# 灵丘站
灵丘站，位于中华人民共和国山西省大同市灵丘县武灵镇，是京原铁路上的火车站，建于1971年，由中国铁路太原局集团原平车务段管辖。
灵丘站至大涧站区间归太原铁路局管辖，大涧站归北京铁路局管辖。

## 車站周邊
- 灵丘县食品药品监督管理局
- 灵丘县民政局
- 灵丘县社会福利中心
- 灵丘汽车客运站
- 灵丘县妇幼保健院
- 王家庄小学
- 中国人民银行灵丘县支行

## 歷史
- 建于1971年。